# Motorové vozy 852 a 853
Motorové vozy řad 852 a 853 byly čtyřnápravové osobní motorové vozy vyrobené ve Vagónce Studénka (nyní Škoda Vagonka) mezi lety 1968 a 1970 pro ČSD. Byly využívány na vnitrostátních (řada 852, původně M 296.2) a mezinárodních (řada 853, původně M 296.1) rychlících. V letech 1997 až 2006 byly všechny zbývající provozní vozy obou řad modernizovány na řadu 854.

## Konstrukce
Vozidla obou řad byla téměř shodná, lišila se jen v detailech, které byly potřebné pro mezinárodní provoz řady M 296.1 (853). Jednalo se o velké čtyřnápravové motorové vozy poháněné rychloběžným přeplňovaným naftovým motorem o výkonu 588 kW s hydrodynamickým přenosem výkonu (hydrodynamickou převodovkou Voithovy koncepce se třemi měniči). Hnací byl pouze přední podvozek (tj. podvozek na konci s hlavním stanovištěm strojvedoucího), nad ním byla strojovna s motorem. Samonosná skříň byla svařena z oceli a byla uložena na odpružených kolébkách obou podvozků.
Interiér byl rozdělen následujícím způsobem: za předním stanovištěm (toto čelo vozu bylo neprůchozí) byla strojovna, následoval oddíl pro zavazadla (z něj byl přístup do elektrického rozvaděče a pod víky v podlaze pak k hydraulické převodovce a kompresoru), dále přední nástupní prostor se vstupem na WC, velkoprostorový oddíl pro cestující (48 míst k sezení), zadní prostor pro nástup a druhé stanoviště na zadním (průchozím) čele vozu.
Původní vozy pro mezinárodní provoz řady 853 (M 296.1) byly oproti řadě 852 (M 296.2) vybaveny rychlíkovou brzdou s protismykovým zařízením a později i automatickým regulátorem rychlosti (ARR) s tlačítkovým brzdičem. Rychlíková brzda (s přestavovačem P/R, tj. osobní/rychlík) byla nutností pro mezinárodní provoz. Brzda byla dvoustupňová (druhý, tzv. vysoký stupeň brzdění dovolil plnit brzdové válce dvojnásobným tlakem vzduchu (max. 7,2 bar) a účinkoval cca od rychlosti 80 km/h výše. Při snižování rychlosti účinkoval až do rychlosti cca 60 km/h).

## Vývoj, výroba a provoz

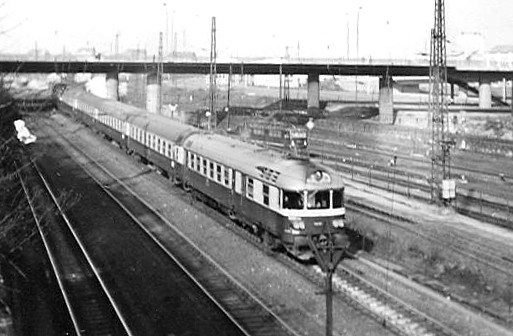
Expres Vindobona vedený motorovým vozem řady M 296.1 v Drážďanech

Vozy řad M 296.1 a M 296.2 vznikly díky prosazování koncepce dálkových motorových jednotek po celé Evropě. V Československu již byly provozovány jednotky řady M 495.0 a M 498.0 z maďarského Ganzu, které však nebyly příliš spolehlivé. Ministerstvo dopravy zadalo studénské vagónce projekt rychlíkového motorového vozu vycházejícího z koncepce vozů řady M 286.0. Jako první bylo v letech 1968 a 1969 vyrobeno 25 vozů řady M 296.2, které byly určeny pro vnitrostátní rychlíky. Teprve poté následovaly motorové vozy M 296.1 upravené pro vozbu mezinárodních vlaků, v počtu 35 kusů vyprodukované v letech 1969 a 1970. Zároveň byly vyrobeny i přípojné a vložené vozy několika typů, včetně vozů později označených jako řada 053.
Motorovými vozy řady M 296.2 (852) vozily ČSD rychlíky i spěšné a osobní vlaky převážně na tratích bez elektrifikace. Řada M 296.1 (v době po přeznačení na řadu 853 už jen ve vnitrostátní vozbě) sloužila ve vozbě mezinárodních rychlíků (včetně expresu Vindobona Berlín – Vídeň) poměrně krátkou dobu.
Vozy byly v provozu ve čtyřech lokomotivních depech ČSD – Trutnov, Hradec Králové, Praha-Libeň a České Budějovice. Jako první byl jejich provoz ukončen v Českých Budějovicích, odkud byly vozy převedeny do tří ostatních dep. Do depa Hradec Králové byly převedeny dva motorové vozy, jedním z nich byl M 296.2016. Brzy potom skončil provoz této řady i v Hradci Králové.
Naftové motory KS 12 V 170 DR IV. série byly vyrobeny v podniku Turčianske strojárne Martin a představovaly poslední fázi vývoje motoru původně vyráběného v ČKD Praha. Byly provedeny i úpravy pro zvýšení výkonu: zvýšení plnicího tlaku turbodmychadla a dosazení mezichladiče plnicího vzduchu. Provoz obou řad byl poznamenán poruchami, důsledkem toho bylo trvalé snížení výkonu motoru na 515 kW (1981) a ukončení používání nejvyššího výkonového stupně (jízdní kontrolér měl jízdní stupně 0 až 7, sedmý stupeň byl odpojen). V podstatě se jednalo o snížení jmenovitých (maximálních) otáček a tím i výkonu motoru v provozu z původních 1475 na cca 1380 ot./min. (1982).
V polovině 90. let vznikl u ČD projekt modernizace motorových vozů řad 852 a 853. Prototypová modernizace na řadu 854 byla uskutečněna u vozu 853.030 v roce 1997, do roku 2006 jej postupně následovaly všechny ostatní provozní vozy řad 852 a 853.